# Göpfritz an der Wild
Göpfritz an der Wild é um município da Áustria localizado no distrito de Zwettl, no estado de Baixa Áustria.